# Danzón
El danzón es un ritmo y un baile de origen cubano creado por el compositor matancero Miguel Faílde hacia el año de 1879 derivado del género llamado danza, una variación de la contradanza.
Desde finales del siglo XIX ha tenido especial arraigo en México, considerándose también parte de la cultura popular de aquel país siendo emblemático el danzón veracruzano. Se interpreta con mayoría de instrumentos de viento, con flauta, violines, timbales y percusión. 
El danzón es una de las más comunes y tradicionales danzas de la iberofonía, en la que es necesario utilizar los instrumentos correctos.

## Orígenes
Se derivó como resultado de la transculturación de la contradanza europea que llegó a principios del siglo XVIII por vía de las cortes españolas, por la toma de La Habana por los ingleses en 1762 y a finales del siglo XVIII por las migraciones de colonos franceses y de negros y mulatos de Haití a Cuba. Este baile de salón recibió una influencia mestiza en Cuba para crear una música criolla que se asentó convirtiéndose en el primer género surgido en La Habana. Su nombre se conocía de dos formas danza criolla o habanera cubana. Aunque mantenían el influjo afro en su ritmo, ahora poseían una mayor libertad expresiva que permitía a la pareja enlazarse con más sensualismo. La danza aumentó sus partes formativas y extendió su tiempo bailable, por lo que se le empezó a llamar danzón. Los instrumentos del danzón son el piano, trompeta, clarinete, flauta, timbales güiro, claves su popularidad 1900-1940 su fecha de origen segunda mitad del siglo XIX en Cuba.
Hay que destacar que, en los años 50, el danzón también fue interpretado en Cuba por las orquestas llamadas Jazz band, donde se destacaron la orquesta "Avilés", una agrupación centenaria, considerada la más antigua de Cuba. Un ejemplo de ello fue el danzón "Dos Melodías", una compilación del compositor, guitarrista y arreglista holguinero Juanito Márquez, quien hizo una selección de melodías del compositor George Gershwin, con atrevidas armonizaciones. También, en este contexto, se destaca el compositor santiaguero Electo Rosell "Chepín", con sus danzones "Bodas de Oro" y "La Reina Isabel", donde se plantean algunas variantes formales con respecto al danzón original. Dentro de lo más destacado del danzón en Cuba, debe ser mencionado el "Danzón de los Danzones", "Linda Cubana", del compositor Alfredo Brito. A ello hay que agregar las contribuciones hechas por orquestas como "Aragón", sin dejar de mencionar compositores de esta época, como son José Luis Loyola, Guido Medina y otros, que han dado nuevas perspectivas al quehacer danzonero cubano de la actualidad.

## El danzón como género musical
El primer danzón conocido, titulado "Las Alturas de Simpson", se escuchó por primera vez el 1 de enero de 1879 en el Liceo de Matanzas. Lo interpretaba una "orquesta típica" de viento, que contaba con cornetín, un trombón de pistones, un figle, dos clarinetes en Do, dos violines, un contrabajo, dos timbales y un güiro criollo. Dicha orquesta estaba dirigida por Miguel Faílde, quien era el autor del mismo.
El danzón de Faílde se conforma de tres partes de 16 compases, que se denominan: Introducción, parte o trío de clarinete y trío de metales. Interpretado por la llamada "orquesta típica" (mencionada anteriormente), aunque años después se interpretó también con la orquesta llamada "charanga francesa".
El Danzón se bailaba en parejas, hasta número de veinte, provistas de arcos y flores, quienes ejecutaban piezas de cuadro, figuras y pasos con movimientos ajustados al compás de la Habanera, en compás 2/4. En épocas posteriores se usaron abanicos con mucha más frecuencia por las damas.
El Danzón llegó a ser más variado que la Danza; instrumentos específicos protagonizarían cada parte particular en la concepción melódica constituyendo un elemento distintivo de este género lo que se conocería como: parte del violín, parte de la flauta, parte del clarinete según la función e intervención de cada uno.
La base sonora del ritmo está en la utilización del piano. Presentes el contrabajo de tres cuerdas, flauta antigua de cinco llaves, violines primero y segundo, dos timbales, güiro, trombón, claves, con el clarinete o flauta como instrumento relevante. Los instrumentos mencionados constituían la típica orquesta de Danzón. (Sustituida por una Charanga Francesa cuando las condiciones del local requerían de sonoridades moderadas). Una de las figuras cimeras de este género fue Antonio María Romeu, cuyos danzones "El barbero de Sevilla", "La sabrosura", "Linda Cubana", por solo mencionar algunos, fueron de gran éxito entre 1905 y 1940.
El nuevo ritmo produjo en los bailadores un sorprendente impacto, siendo «Las alturas de Simpson» uno de los danzones más escuchados. En las noches se veían obligados los músicos a repetirla a petición de los danzantes.
En la primera y segunda década del siglo XX el danzón comenzó a perfilar su forma definitiva e incorporar elementos de otros ritmos y géneros cubanos, principal Urfé, compositor, director y clarinetista, revoluciona el danzón cubano al insertar, en su parte final, un montuno de son al estilo de los figurados de los treseros orientales". Este danzón fue titulado "El Bombín de Barreto".
El danzón fue introducido en La Habana por Miguel Faílde, Antonio Torroella (Papaíto), Raimundo y Pablo Valenzuela. Los nombres de Torroella, Leopoldo Cervantes y Antonio María Romeu, se confunden en la capital con el origen de la charanga con piano. Los compositores más destacados para este formato fueron: Antonio María Romeu, Octavio Alfonso (Tata), Ricardo Reverón, Armando Valdés Torres, Jacobo Rubalcaba, Eliseo Grenet, Abelardito Valdés, Antonio Sánchez Reyes (Musiquita), Silvio Contreras, Orestes López, Israel López (Cachao), Enrique Jorrín y Félix Reina. Fue José Urfé González quien completó la estructura ulterior del danzón, al introducir, en el último trío, un nuevo elemento rítmico: el son.
Surgieron creadores como Raimundo Valenzuela, Chencho Cruz, Corbacho, Felipe Valdés, Antonio María Romeu, Eliseo Grenet, Ricardo Reverón y Pablo O'Farrill, con sus aportes mejoraron el aspecto interpretativo.
Comenzando el segundo cuarto del siglo XX, se desarrollaron en Cuba excelentes orquestas en la interpretación de danzones como la de Antonio María Romeu, en la que tuvo una destacada participación como cantante Barbarito Díez.
Fuera de alguna innovación de tipo instrumental el danzón no sufrió alteraciones hasta que el matancero Aniceto Díaz mezcló varios elementos del mismo con otros del son cubano y creó su danzonete en 1929.
Siguiendo con la influencia del son cubano, Orestes López y su hermano Israel López, contrabajista de la orquesta "Arcaño y sus Maravillas", crean su "Danzón Mambo" en 1938 al que le incorporó al final del danzón un motivo sincopado como el del "Tres" en el son cubano dando origen a un nuevo estilo rítmico en el danzón, que alcanza su mejor definición en otros géneros musicales como el mambo, de Dámaso Pérez Prado y el chachachá de Enrique Jorrín.
El son cubano, ritmo que surge en la zona oriental de Cuba y que sustituyó paulatinamente la popularidad del danzón entre los bailadores, generó tal aceptación al llegar en la primera década del siglo XX a La Habana que con los años se convirtió en el género musical cubano más influyente de ese siglo en el ámbito nacional e internacional, dejando al danzón y su baile como "música del pasado".
Con el surgimiento del danzonete, el chachachá y el mambo, el danzón entró en decadencia.

## El danzón en México

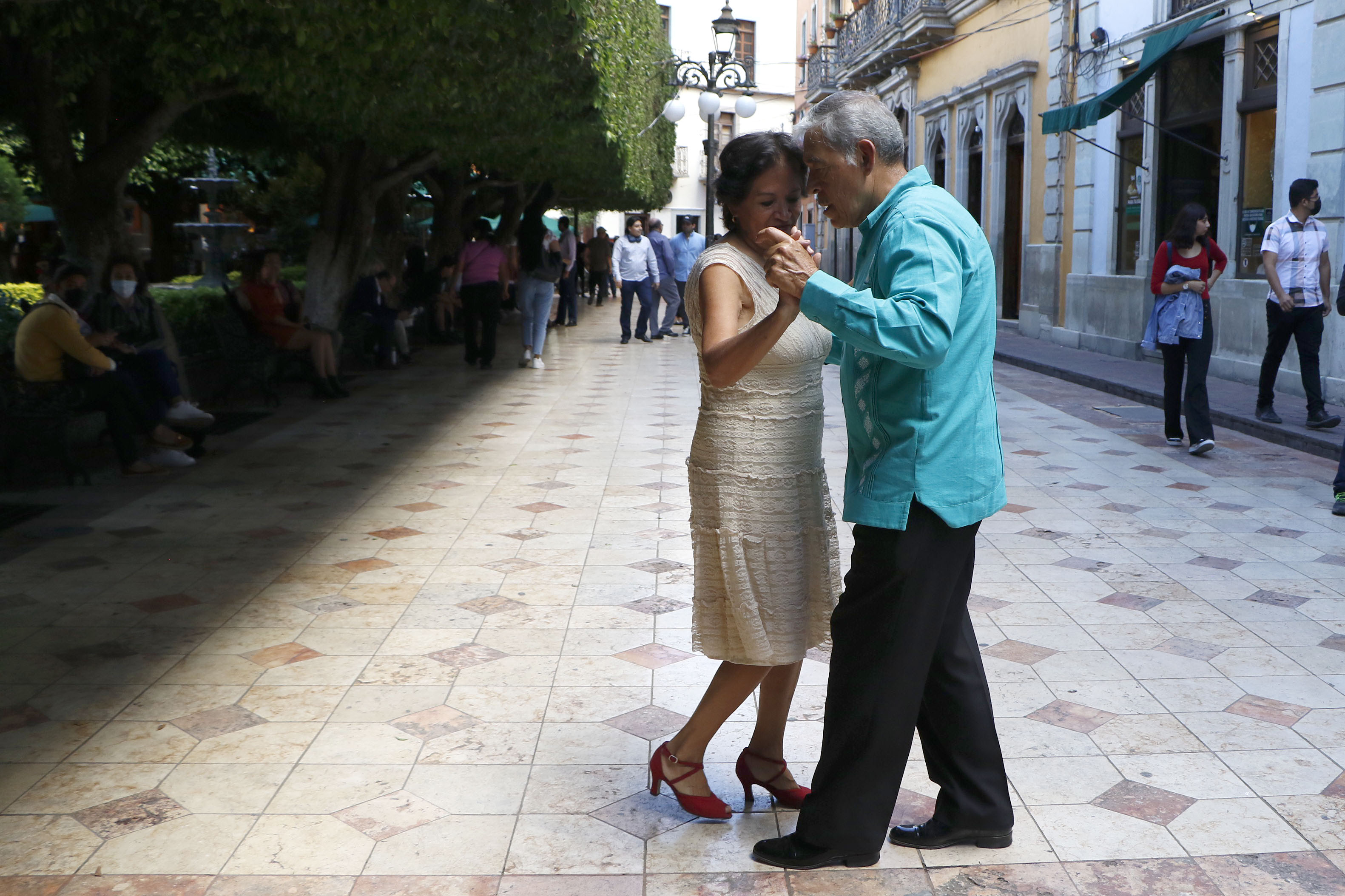
Pareja bailando danzón en Guanajuato, México

El danzón llegó a México a finales del siglo XIX  en un panorama de amplio desarrollo musical lócal, especialmente en Yucatán y Veracruz,donde terminó de forjarse.
Reafirmó gran popularidad en México, gracias a la afluencia de músicos cubanos como la Orquesta Aragón, Benny Moré o Dámaso Pérez Prado interpretando piezas locales, que llegaron a ser un elemento activo en la vida cultural de diferentes pueblos en México.
Ha tenido mucho arraigo concretamente en el Puerto de Veracruz, donde lo desarrollaron los músicos de la zona y actualmente forma parte importante de la cultura y tradiciones de dicha ciudad, donde ha sido adoptado como un elemento propio de su identidad.
En el Distrito Federal ha causado gran impacto, actualmente se concentran en esta ciudad la mayor cantidad de bailadores, músicos danzoneros, salones y plazas para bailarlo.
El término utilizado en México para una orquesta de danzón es danzonera. Las agrupaciones de mariachi, así como las bandas de viento tradicionales de Oaxaca y de Sinaloa también interpretan danzones.
Danzones mexicanos
- "Nereidas", Amador Pérez Torres "Dimas"
- "Juárez", Esteban Alfonso
- "Paludismo agudo", Esteban Alfonso
- "Acapulco", Gus Moreno
- "Pulque para 2", Gus Moreno
- "Mocambo", Emilio Renté
- "Teléfono a larga distancia", Aniceto Díaz
- "La Negra", Gonzalo N. Bravo
- "Playa Suave", Ernesto Domínguez
- "Salón México", Tomás Ponce Reyes
- "Acayucan", Macario Luna
- "Blanca Estela", Emilio B. Rosado
- "Amor del Alma", Vidal Arciga Moncada
- "Flores de Romana", Juventino Rosas Cadenas
- "El Suave", Leopoldo Olivares
- "Inmortal", Fermín Zárate

### El danzón en la sala de concierto
El compositor mexicano Arturo Márquez ha creado numerosos danzones para gran orquesta y orquesta de cámara. El más famoso es el «Danzón no. 2», que desde su estreno en 1994 es ya un clásico del repertorio latinoamericano contemporáneo. El «Danzón no. 8» es un homenaje a Maurice Ravel, construido a semejanza de su famoso «Bolero». Más recientemente la compositora sonorense Nubia Jaime Don Juan compuso su suite "Little Mexican Suite" para Banda Sinfónica en donde su tercer movimiento titulado Sahuaro es un danzón.